# 巴尔干保加利亚013号航班劫机事件
巴尔干保加利亚航空013号航班劫机事件是巴尔干保加利亚航空在1983年3月7日位于保加利亚发生的劫机事件。四名劫机者胁迫机长将飞机飞往奥地利。事件终以一名劫机犯被击毙，其余被警方控制而宣告失败。

## 班机资料
班机机型为安托諾夫An-24B，注册编号是LZ-AND，序列号为77303301。交手后于1968年第一次飞行。

## 主要人物

### 劫机犯
注：因为姓氏有重叠，以下文本都会使用人物的名。
- 拉切扎尔·伊万诺夫 (Лъчезар Иванов)，19岁
- 克拉申·格切夫 (Красен Гечев)，22岁
- 伊瓦伊洛·弗拉基米尔 (Ивайло Владимиров)，17岁
- 瓦伦丁·伊万诺夫 (Валентин Иванов)，被击毙的劫机者

### 谈判人员
- 马塔·康斯坦丁诺娃 (Марта Константинова)，机场员工，会讲德语
- 斯托扬·米特科夫 (Стоян Митков)，机场员工，会讲德语

### 驾驶员
- 普拉门·斯塔列夫 (Пламен Сталев)，受指导员
- 安吉尔·乌祖诺夫 (Ангел Узунов)，飞机工程师
- 伊利亚·拉洛夫 (Иля Лалов)，飞行教官

## 事件经过

### 起因
1983年2月底，伊瓦伊洛和瓦伦丁在索菲亚文化宫与飞行员伊万·佐洛夫交谈。伊万讲述了一波兰男子为寻求政治避难而劫持了一架从布尔加斯飞往华沙的巴尔干保加利亚航空的图-134飞机，并前往维也纳。其中描述道那名男子使用剃须刀挟持空姐并威胁所有人“如果不飞往维也纳就用剃须刀砍下她的头颅”的片段让两位听者记忆犹新，于是瓦伦丁建议伊瓦伊洛一起效仿故事中的事件并劫机去往西方阵营国家。俩人于是找到了拉切扎尔和克拉申并建议他们加入劫机团伙，拉切扎尔和克拉申也爽快地答应了。在这四人当中，克拉申在纪律部队工作，伊瓦伊洛因舞弊在被调查，而身为军人的瓦伦丁正在因盗窃而接受调查。

### 劫机前
首先遇到的问题是买机票。在保加利亚，乘坐内地航班也需要提供护照。在这四人中，瓦伦丁是军人，没有护照，而拉切扎尔也丢失的他的。四个人于是在黑市为两人做了护照，并兑换了美元和德国马克，以便到达奥地利后有钱花，同时他们也憧憬了一下以后的生活。劫机四人定下了劫机时间为3月7日，但因为3月6日克拉申突然生病，他们于是改变计划，选择劫持从索菲亚飞往瓦尔纳的巴尔干保加利亚航空的013航班。因为执行飞机的是安-24这种小型飞机，乘客少，方便作案。他们定了飞机后排的座位。
3月7日，瓦伦丁被宣布羁押在自己的办公室内。原本有劫机计划的他在绞尽脑汁后逃脱了看守地带。之后他换上便装与其他三人会合。伊瓦伊洛已经买好了刀具，并在“舒科姆”(Шумако)餐厅享受了一顿后决定由瓦伦丁来劫持人质，因为他是军人。
到达机场后，劫机组被分为两队：拉切扎尔和瓦伦丁一起过安检，过了15-20分钟后，克拉申和伊瓦伊洛再过安检，为的是不让安检人员查出端倪。伊瓦伊洛建议众人将金属刀具藏于皮带扣下，这样金属探测器就不会探测到。但没有人这么做。原本可以让四个劫机犯计划落空的安检部门竟然只是草草的检查了一下后就放他们走了，四人成功登机。013号班机在18点整准时起飞，满载着40名乘客飞向了天空。

### 过程
飞机起飞15分钟后，空姐开始发送糖果和咖啡。瓦伦丁为了能够接近她，便装作呕吐，同时让前来帮忙的空姐跪下，他便随即用刀抵住了她的喉咙。其他三人见状立马行动，控制住了乘客，并叫嚣着他们是刚越狱的，不怕任何，要求飞机飞往维也纳。如果有不服从，所有人都得死。机舱内的驾驶员也了解了劫机者的要求。尽管飞行员知道必须按照劫机者的做，但这架飞机预备和剩余的燃油是不够支撑飞机飞到维也纳的。于是机组询问劫机者是否可以降落在伊斯坦布尔，但遭拒绝。劫机者再威胁道要炸毁飞机——因为他们有四瓶燃烧液体。虽然这只是虚张声势，但是机舱里的人不知真假。再三考虑后，机组只能继续飞往瓦尔纳。
机组向地面汇报了情况，瓦尔纳进入准备。此时天色渐黑，可以在视觉上混淆人们对地点的判断。由于瓦尔纳是沿海城市而维也纳是内陆城市，为了不让劫机者看清楚海洋，当地政府决定断掉瓦尔纳城内所有的电，尤其是海边的路灯。如果劫机者看到了海岸线，整个飞机将陷入危机。机场同时安排了两名会德语的机场员工：马塔和斯托扬来充当奥地利警方，为的让劫机者们对这个“维也纳”深信不疑。同时安排民兵和突击部队逮捕劫机者。

### 降落后
被劫持的013航班在19点55分降落在了瓦尔纳机场。此时的外部援兵已经待命，偷偷地进入了飞机行李房，马塔和斯托扬上了飞机与劫机者谈判，同时绑架空姐的瓦伦丁已经锁到了厕所里，为随时撕票做准备。马塔和斯托扬用德语介绍说他们是奥地利的海关人员和突击队员（有版本称俩人自称是奥地利航空职员，但可信度不高）。劫机者们听不懂德语，于是寻求空姐翻译。此时的瓦伦丁打开了厕所门并倾听。但百密总有一疏，拉切扎尔早就注意到了大海，但乘客为了反劫机便谎称那是多瑙河。这次上来的两位“奥地利人”穿的却是是保加利亚品牌的夹克，便让拉切扎尔更加确定了他们被耍了。于是指着马塔说道：“你没看到他穿着一件保加利亚夹克吗？你骗我们！ 这不是维也纳！”眼见事情败露，武装部队立即从行李房冲了出来，与有能力的乘客一起制服了其中三名劫机者。瓦伦丁立刻锁住了厕所门，但被两名武警撞开。两名武警各开枪，将瓦伦丁击毙，刀子落在了空姐的裙子上。据参加反劫机行动的策划者之一的特工彼得·巴什瓦罗夫 (Петър Бъчваров)回忆道当他逮捕拉切扎尔时，拉切扎尔向他道歉，说他被误导了，他很害怕因为瓦伦丁被枪毙了。他声称这一切是从一场游戏开始的，都是因为贫困而做出的举动。

## 后续
一名乘客在抓捕过程中被误伤，空姐送医后生还，后被送回索菲亞，机组人员和协助逮捕的人员获嘉奖。
幸存的三名劫机者受到审判。法院审理后分别判处拉切扎尔10年、克拉申9年、伊瓦伊洛7年有期徒刑。介于伊瓦伊洛犯案时未成年，刑期降至5年。克拉申在1989年获假释出狱。

## 相關事故
- 天津航空7554号班机劫机事件
- 中国国际航空981号班机劫机事件
- 恩德培行动